# Leonid Kritz
Leonid Kritz est un joueur d'échecs allemand d'origine russe né le 26 février 1984 à Moscou en Union soviétique. Grand maître international en 2003, il a représenté l'Allemagne lors du championnat du monde de la Fédération internationale des échecs 2004, de l'Olympiade d'échecs de 2004 et de deux championnats d'Europe par équipes.

## Biographie et carrière
Leonid Kritz est né à Moscou. Il représenta la Russie lors de l'olympiade d'échecs des moins de seize ans (cadets) en 1995. En 1996, sa famille s'installa en Allemagne dans la Sarre. En 1999, Kritz remporta le championnat du monde des moins de 16 ans (cadets).
Il reçut le titre de maître international en 2001 et celui de grand maître international en 2003.
Dans les années 2000, il remporta les tournois de :
- Bad Wiesee en 2005 ;
- Las Vegas (Masters Open) en 2006 ;
- l'open du Festival d'échecs de Bienne en 2006 (2e au départage) et 2010 (3e au départage) ;
- Maastricht en 2007.

Il finit troisième du championnat d'Allemagne d'échecs en 2008.
En 2003, il marqua 8 points sur 13 au championnat d'Europe d'échecs individuel avec une 23e place. Ce résultat le qualifiait pour le  Championnat du monde de la Fédération internationale des échecs 2004 à Tripoli. Il fut éliminé au deuxième tour par Rafael Leitão, après avoir battu au premier tour le joueur indien Krishnan Sasikiran. La même année, Leonid Kritz représenta l'Allemagne lors de l'Olympiade d'échecs de 2004, marquant 5,5 points en neuf parties.